# Parafia Chrystusa Króla w Świnoujściu
Parafia pw. Chrystusa Króla w Świnoujściu – rzymskokatolicka parafia należąca do dekanatu Świnoujście, archidiecezji szczecińsko-kamieńskiej, metropolii szczecińsko-kamieńskiej.
Została erygowana w roku 1973.

## Zasięg parafii
Do parafii należą wierni ze Świnoujścia z dzielnicy Śródmieście.

## Działalność parafialna

### Wspólnoty parafialne
Apostolstwo miłosierdzia, Żywy różaniec, Grupa modlitwy Ojca Pio, Duszpasterstwo młodzieży, Apostolstwo Dobrej Śmierci